# Guram Gogichashvili
Pas d'image ? Cliquez ici

a Compétitions nationales et continentales officielles uniquement.

b Matchs officiels uniquement.
Dernière mise à jour le 27 mai 2025.
Guram Gogichashvili (en géorgien : გურამ გოგიჩაიშვილი), né le 4 septembre 1998 à Khachouri (Géorgie), est un joueur international géorgien de rugby à XV évoluant au poste de pilier gauche. Il joue au sein de l'effectif du Racing 92 depuis 2018 ainsi qu'en équipe de Géorgie depuis 2018.

## Biographie
Guram Gogichashvili est formé à l'académie du RC Locomotive Tbilissi. Il participe au Championnat du monde junior de rugby à XV en 2017 et 2018.
Les recruteurs du Racing 92 le repèrent et c'est lors du Championnat du monde junior 2018 se déroulant en France que le club signe le jeune joueur de 19 ans . Il rejoint le centre de formation mais ne rejoint pas l'équipe Espoir. Il s'installe immédiatement dans le groupe Pro, jouant 23 matchs lors de sa 1er saison, dont 14 en tant que titulaire. Pour Yannick Nyanga, manager sportif du Racing 92, Guram Gogichashvili a un potentiel mondial et peut devenir le meilleur pilier du monde.
Il est appelé pour disputer son 1er match avec la Géorgie le 17 novembre 2018 face aux Samoa, pour une victoire (27-19). Le 2 septembre 2019, il est retenu pour disputer la Coupe du monde 2019 au Japon, prenant part à chaque rencontre de son équipe.
En 2023, il dispute sa deuxième Coupe du monde avec l'équipe de Géorgie.

## Statistiques

### En sélection nationale

#### Liste des essais
| Essai | Adversaire | Lieu                             | Compétition                        | Date         | Score |
| ----- | ---------- | -------------------------------- | ---------------------------------- | ------------ | ----- |
| 1     | Belgique   | Bruxelles, Stade du petit Heysel | Championnat international d'Europe | 2 mars 2019  | 6-46  |
| 2     | Pays-Bas   | Kavkasioni Arena, Telavi         | Championnat international d'Europe | 26 juin 2021 | 48-15 |